# Deal with It
 (janvier 2023).
Si vous disposez d'ouvrages ou d'articles de référence ou si vous connaissez des sites web de qualité traitant du thème abordé ici, merci de compléter l'article en donnant les références utiles à sa vérifiabilité et en les liant à la section « Notes et références ».
Albums de Comateens
Pictures on a String
(1983)
Deal with It est un album du groupe Comateens sorti en 1984.

## Titres de l'album

### Face A
1. Resist Her (Lyn Byrd / Nic North / Oliver North)
2. Confessions (Lyn Byrd / Nic North)
3. Love Will Follow You (Lyn Byrd / Nic North / Oliver North)
4. Satin Hop  (Oliver North / Nic North)
5. Deal with It (Lyn Byrd / Nic North / Oliver North)

### Face B
1. Nightmare (Lyn Byrd / Nic North / Oliver North)
2. Walking Watching (Lyn Byrd / Nic North)
3. Don't Come Back (Lyn Byrd / Nic North)
4. Jo-Ni (Nic North)
5. Ask Yourself (Lyn Byrd / Nic North)